# Георг Карл Гессен-Дармштадтский
Георг Карл, принц Гессен-Дармштадтский (нем. Georg Karl von Hessen-Darmstadt; 14 июня 1754, Дармштадт — 28 января 1830, Шютрисберг (Хемниц)) — был третьим сыном принца Георга Вильгельма Гессен-Дармштадтского и его жены принцессы Марии Луизы Альбертины Лейнинген-Дагсбург-Фалькенбургской.
Он был с позором уволен из армии (вероятно, за убийство, совершённое в состоянии аффекта) и должен был отправиться в изгнание в Верхнюю Венгрию, где он остановился в немецком административном анклаве Шютрисберг-Шемниц (ныне Банки — Банска-Штьявница). Здесь он с помощью немецкой лютеранской церкви продолжал получать своё пособие. Он вступил в неравнородный брак, поэтому его потомки были исключены из родословной Гессенского дома. Георг Карл скончался 28 января 1830 года в резиденции своего племянника, великого герцога Георга фон Мекленбург-Стрелица, в Нойштрелице и был похоронен 2 февраля в княжеском склепе в Замковой церкви города Миров. Его сын Георг Хес (1780—1856) посвятил себя механизации ручного труда по добыче серебра в регионе.
Гессен-Дармштадтский дом все документы о Георге Карле (о его браке и потомках) скупил и уничтожил. В родословной истории европейских государств, Марбург 1953 Том I Таблица 104, он указан не состоящим в браке и без потомков.